# Cantón de Randan
El cantón de Randan era una división administrativa francesa, que estaba situada en el departamento de Puy-de-Dôme y la región de Auvernia.

## Composición
El cantón estaba formado por diez comunas:
- Bas-et-Lezat
- Beaumont-lès-Randan
- Mons
- Randan
- Saint-André-le-Coq
- Saint-Clément-de-Régnat
- Saint-Denis-Combarnazat
- Saint-Priest-Bramefant
- Saint-Sylvestre-Pragoulin
- Villeneuve-les-Cerfs

## Supresión del cantón de Randan
En aplicación del Decreto n.º 2014-210 de 21 de febrero de 2014, el cantón de Randan fue suprimido el 22 de marzo de 2015 y sus 10 comunas pasaron a formar parte del nuevo cantón de Maringues.